# Cinq heures avec Mario

Miguel Delibes

Cinq heures avec Mario (Cinco horas con Mario) est un roman de l'écrivain espagnol Miguel Delibes publié en 1966.

## Résumé
Nous sommes en Mars 1966. Carmen Sotillo, à l'âge de 44 ans, a récemment perdu son mari Mario de manière inattendue (crise cardiaque). Une fois les visites de la famille terminées, la voilà seule, la dernière nuit, à veiller le corps de son mari. Commence alors un monologue (ou un dialogue) avec lui dans lequel nous allons découvrir leur personnalité et les conflits dans leur mariage.
Le cœur de ce récit, c'est le monologue de Carmen, le monologue (ou dialogue) d'une femme de classe supérieure moyenne conservatrice qui veille le corps de son mari prématurément décédé, Mario, professeur de lycée et journaliste engagé et intellectuel (de gauche). À travers les souvenirs de leur vie commune, à bien des égards insatisfaisante, Delibes recrée l'Espagne provinciale de l'époque, le manque de communication dans le mariage et le conflit des «deux Espagnes». 
Le roman se compose d'un prologue, d'un groupe de vingt-sept chapitres (le monologue de Carmen) et d'un épilogue. Chacun des chapitres commence par une citation des Écritures, des passages que Mario avait souligné dans son exemplaire de la Bible. À partir de ces citations, Carmen exprime son opinion et fait des reproches continuels à son défunt mari pour son manque d'intégrité morale et son manque d'ambition, qui ont empêché l'ascension économique et sociale que sa femme désirait pour sa famille et par son attitude de supériorité et de froideur à son égard. Elle raconte comment ils se sont fiancés, comment ils ont fini par se marier et d'autres souvenirs qu'elle fera revivre pendant les cinq heures durant lesquelles elle veillera le corps de son défunt mari, en utilisant une langue familière. 
L'apparent désordre de ses souvenirs est la traduction réaliste de la mémoire involontaire qui traduit les obsessions de Carmen et la médiocrité foncière de cette femme en contraste avec un mari qu'elle n'a manifestement jamais compris.

## Réception critique et adaptations
À sa parution, le roman est bien accueilli. Il fait également l'objet d'une version scénique à succès. Le 26 novembre 1979, l'œuvre est créée au Teatro de Madrid Marquina. La comédienne Lola Herrera incarne le rôle de Carmen Sotillo. En septembre 2010, l'actrice Natalia Millan a présenté une nouvelle version de ce spectacle.
Au cinéma, en 1981, la réalisatrice Josefina Molina adapte le roman dans le film Función de noche. Lola Herrera y reprend le rôle de Carmen Sotillo.